# Emil Filla

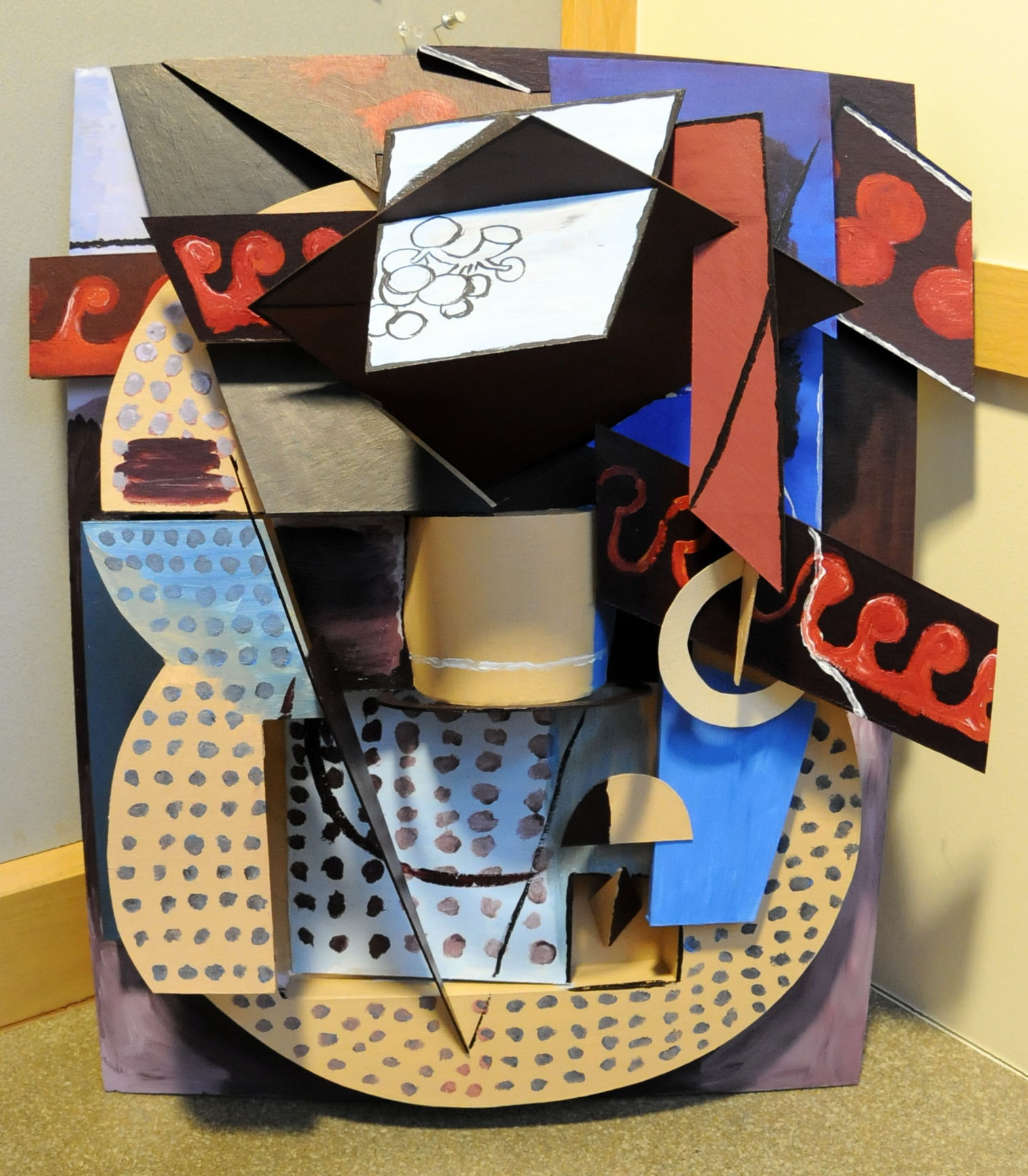

Emil Filla (ur. 4 kwietnia 1882 w Chropyně, zm. 6 października 1953 w Pradze) – czeski malarz, grafik, rzeźbiarz i teoretyk sztuki, przedstawiciel czeskiej awangardy artystycznej okresu międzywojennego.
W latach 1903–1906 studiował w Pradze, w 1907 udał się w wieloletnią podróż, przebywał we Francji, Niemczech i Włoszech. Malował początkowo pod wpływem ekspresjonistów stopniowo zwracając się w stronę kubizmu. I wojnę światową spędził w Holandii. Po powrocie do Pragi rozwijał własną wersję kubizmu syntetycznego i stał się jednym liderów czeskiej awangardy artystycznej. W czasie II wojny światowej był więziony w obozach koncentracyjnych Dachau i Buchenwald.
Po wojnie Emil Filla wykładał na Akademii Sztuk Pięknych w Pradze, jego twórczość stała się bardziej realistyczna.

## Galeria

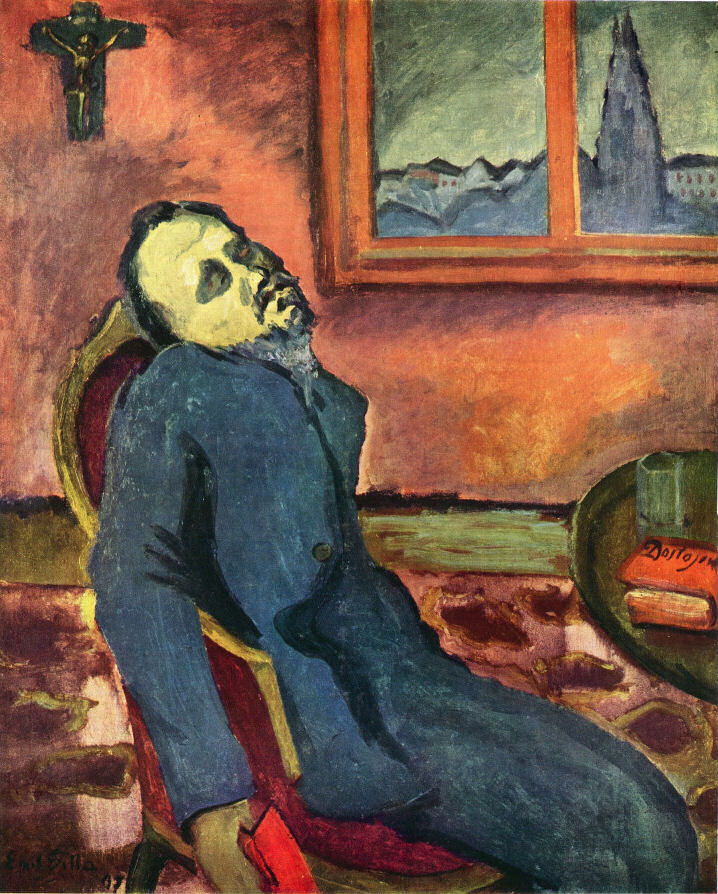
Czytelnik Dostojewskiego, 1907
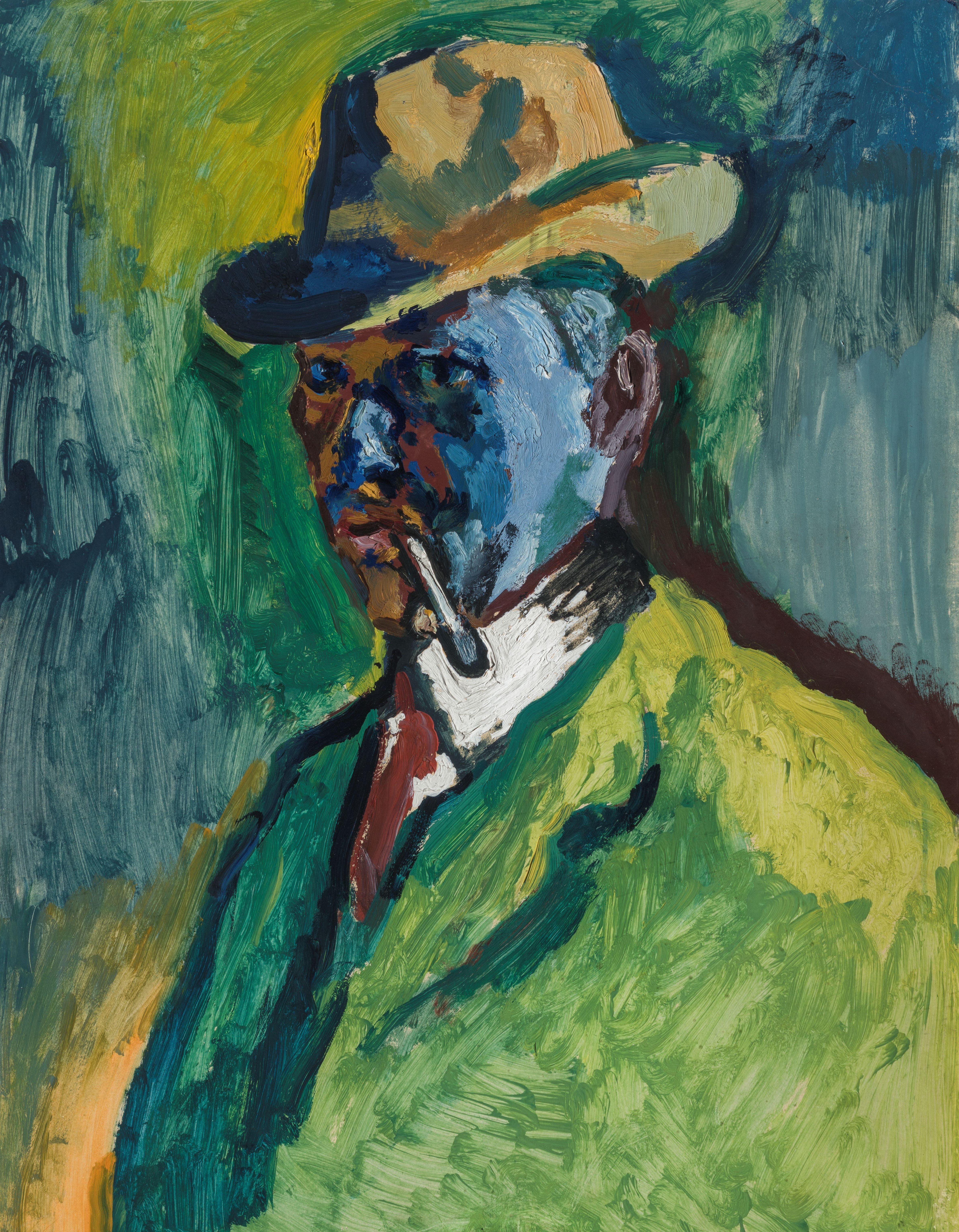
Autoportret z papierosem, 1908
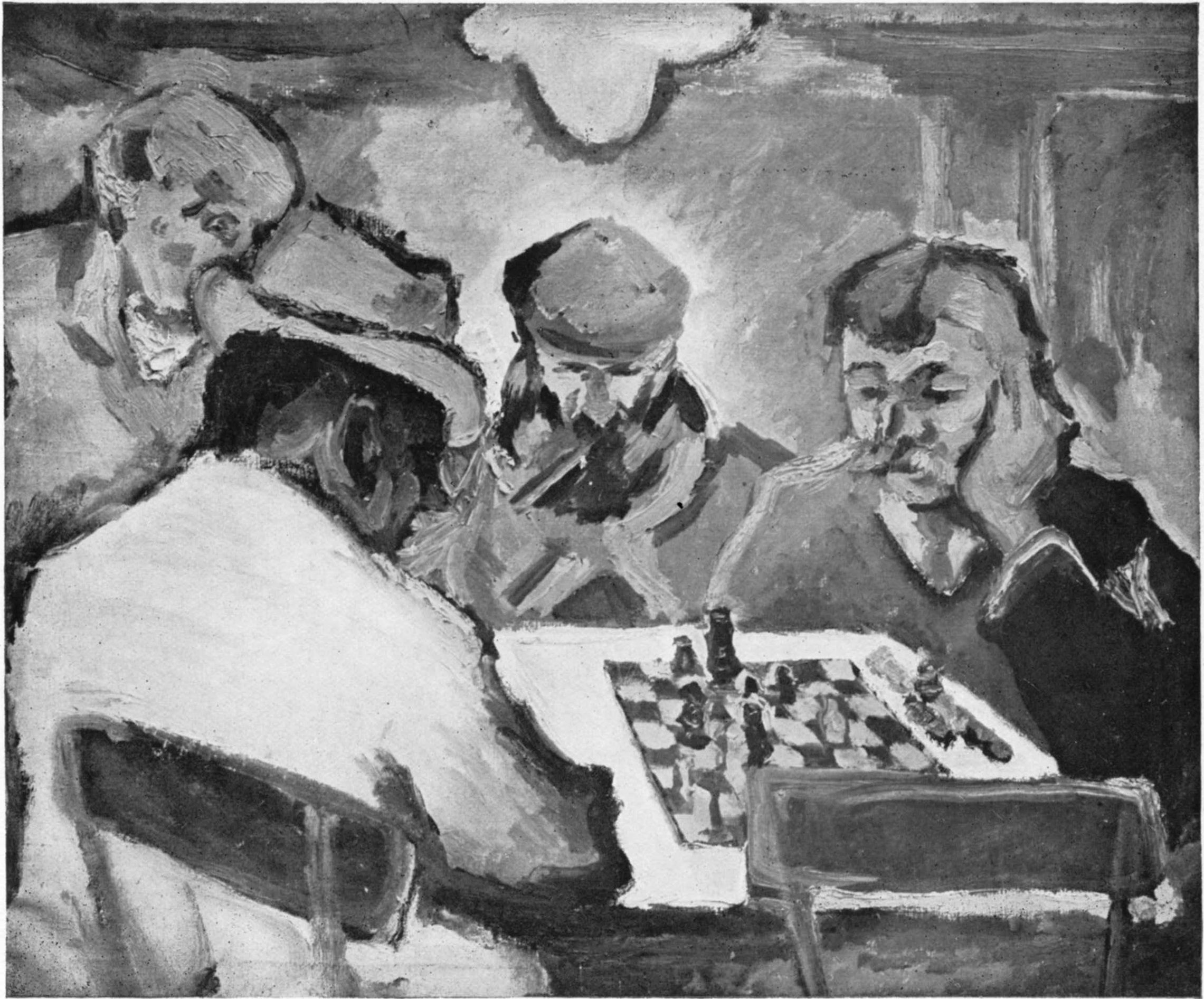
Szachiści, przed 1924
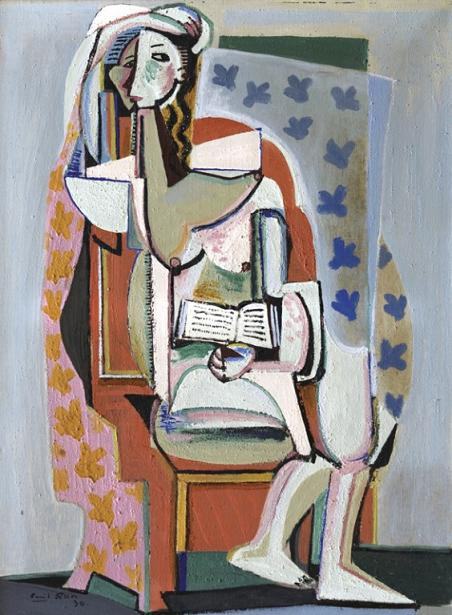
Kobieta na krześle z książką, 1930
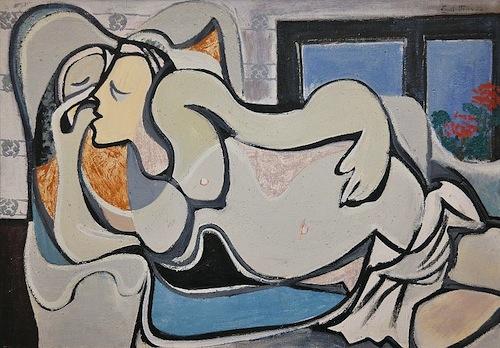
Leżąca kobieta, 1932
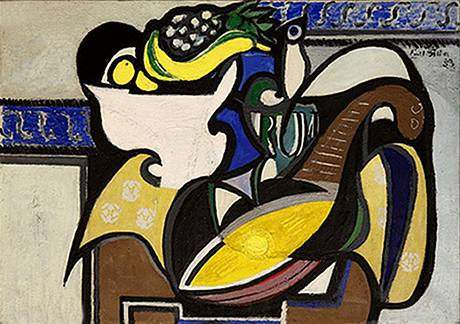
Martwa natura z mandoliną i misą z owocami, 1933
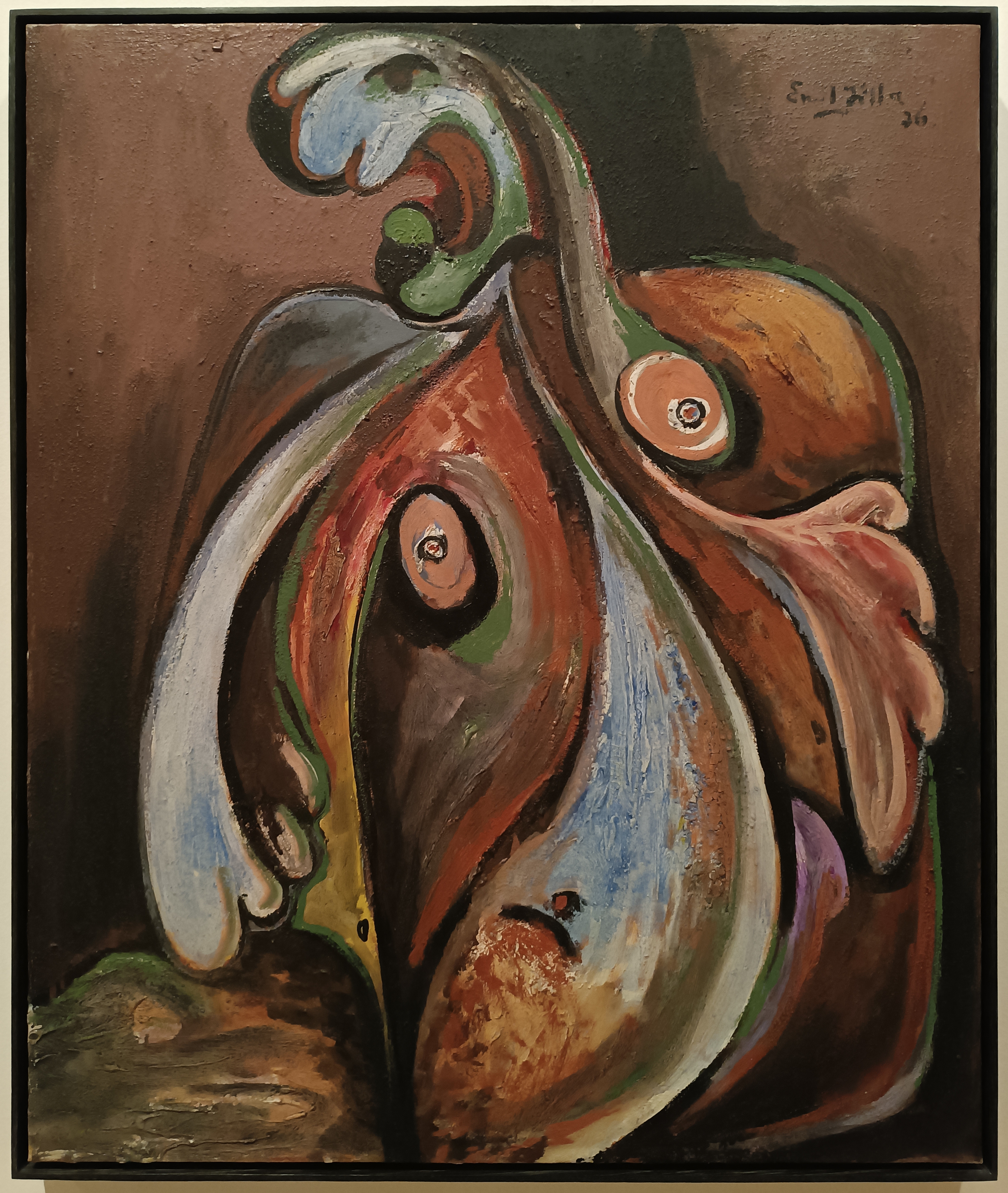
Kobieta na krześle, 1936